# Gouvernement Houphouët-Boigny VI
Pour les articles homonymes, voir Gouvernement Houphouët-Boigny.
Première République
Houphouët-Boigny V Houphouët-Boigny VII
Le gouvernement Houphouët-Boigny VI du 5 janvier 1970 est le sixième de la Première République. Il est composé de 23 membres, tous issus du PDCI-RDA.

## Composition
- Président de la République : Félix Houphouët-Boigny

### Ministres d'État
- Auguste Denise
- Mathieu Ekra
- Blaise N'Dia Koffi

### Ministres
- Garde des Sceaux, ministre de la Justice : Camille Alliali
- Intérieur : Nanlo Bamba
- Affaires étrangères : Arsène Usher Assouan
- Forces armées et service civique : Blé Kouadio M’Bahia
- Économie et Finances : Henri Konan Bédié
- Construction et urbanisme : Alexis-Thierry Lebbé
- Tourisme : Loua Diomandé
- Plan : Mohamed Diawara
- Postes et Télécommunications : Souleymane Cissoko
- Agriculture : Abdoulaye Sawadogo
- Éducation nationale : Lorougnon Guédé
- Enseignement technique et Formation professionnelle : Ange Barry Battesti
- Santé publique et population : Ayé Hippolyte
- Fonction publique : Tadjo Ehoué
- Travaux publics et Transports : Grah Kadji
- Production animale : Dicoh Garba
- Travail et Affaires sociales : Vanié Bi Tra
- Jeunesse, Éducation populaire et Sports : Ahin Etienne
- Information : Edmond Zégbéhi Bouazo

## Source
- (fr) 6e gouvernement de Côte d'Ivoire  Document officiel, pdf sur gouv.ci